# William Walsh
William Walsh (ur. 11 maja 1828 w pobliżu Tullamore, Irlandia, zm. 17 maja 1892 w Cumberland, Maryland) – amerykański polityk związany z Partią Demokratyczną. W latach 1875–1879 był przedstawicielem szóstego okręgu wyborczego w stanie Maryland w Izbie Reprezentantów Stanów Zjednoczonych.